# Arabische Organisation für Menschenrechte
Die Arabische Organisation für Menschenrechte (arabisch المنظمة العربية لحقوق الإنسان, DMG al-munaẓẓama al-ʿarabiyya li-ḥuqūq al-insān; englisch Arab Organization for Human Rights (AOHR)) ist eine Nichtregierungsorganisation (NGO), die sich im Bereich Menschenrechtsfragen in der arabischen Welt engagiert. Sie wurde 1983 mit einer entsprechenden Resolution in Hammamet, Tunesien gegründet. Zu den Gründern gehörten u. a. Burhan Ghaliun und Bassam Tibi.
Ihre Generalversammlung findet alle drei Jahre statt, während sich das Kuratorium jährlich trifft und aus 25 Mitgliedern besteht. 20 Mitglieder werden gewählt, die restlichen fünf werden von der AOHR ernannt. Der Hauptsitz befindet sich zurzeit in Kairo, Ägypten.

## Ziele und Tätigkeiten
Ziel der Organisation ist es, die Rechte der arabischen Bürger zu verteidigen und sie gegen jede Form von Folter oder Verfolgung zu schützen. Die AOHR führt regelmäßig Aktionen durch, um die Freilassung politischer Gefangenen in der arabischen Welt zu erreichen.
Die Organisation zielt darauf ab, „die Achtung der Menschenrechte und Grundfreiheiten aller Bürger und Einwohner der arabischen Welt zu fordern; jede Person zu verteidigen, deren Menschenrechte entgegen der Allgemeinen Erklärung der Menschenrechte, den Internationalen Pakt über wirtschaftliche, soziale und kulturelle Rechte und dem Internationalen Pakt über bürgerliche und politische Rechte verletzt werden; unabhängig von politischen Erwägungen, die Freisetzung von festgenommene oder inhaftierte Personen zu ersuchen, deren politische Freiheit in jeglicher Weise wegen ihres Glaubens und politischen Überzeugungen oder aufgrund von Rasse, Geschlecht, Hautfarbe oder Sprache eingeschränkt ist; Rechtsbeistand zu leisten, wo er nötig und möglich ist; Verbesserungen von Haftbedingungen für Gefangenen, die wegen ihrer Überzeugung verhaftet wurden, zu fordern; sich für Amnestie von Personen, die aus politischen Gründen verurteilt wurden, einzusetzen“. Die Ziele der AOHR beinhalten unter anderem die Ausbildung, Schulung und Dokumentation im Bereich der Menschenrechte.
Die Organisation führt vor Ort Missionen durch, in denen sie sich darum bemüht, die Freilassung politische Gefangener zu erzielen. Hierbei tritt sie in manchen Fällen als Beobachter und in anderen Fällen als Mitglied der Verteidigung auf. Sie nimmt Beschwerden von Einzelpersonen, Gruppen und Organisationen entgegen und kontaktiert die zuständigen Behörden. Neben der Rechtshilfe, die sie in einigen Fällen leistet, bietet die Organisation finanzielle Unterstützung für die Familien der Opfer. In Zusammenarbeit mit der Union arabischer Rechtsanwälte startete sie eine Kampagne für Freiheit von Menschen, die wegen ihrer Überzeugung in der arabischen Welt inhaftiert wurden. Ferner sorgt sie für Weiterbildungen in Form von Tagungen und Seminaren. Laut UNESCO war die Arabische Organisation für Menschenrechte, in Zusammenarbeit mit der Union arabischer Rechtsanwälte, der Tunesischen Liga für die Verteidigung der Menschenrechte und mit der Unterstützung des Zentrums für Menschenrechte in den Vereinten Nationen, maßgeblich am Aufbau des Arabischen Institut für Menschenrechte in Tunesien im Jahr 1989 verantwortlich.

## Bericht über die Palästinensische Autonomiebehörde
Im Dezember 2012 veröffentlichte die AOHR einen Bericht, der der Palästinensische Autonomiebehörde (PA) „unmenschlichen Praktiken und Menschenrechtsverletzungen gegen palästinensische Zivilisten“ vorwarf. Die AOHR behauptet, dass die PA zwischen 2007 und 2011, insgesamt 13.271 Palästinenser festnahm und 96 % von ihnen folterte, was zu sechs Todesopfern führte. Der Bericht behauptet, die PA würden Razzien in Universitäten, Krankenhäuser und Wohnhäuser durchführen, um Menschen zu verhaften, die gegen die israelische Besatzung protestieren wollten. Der Bericht behauptet weiterhin, dass Beamte der PA Geräte und Geld der Verdächtigen konfiszierten. In den Palästinensischen Gebieten ist die wichtigste Menschenrechtsorganisation allerdings nicht die Arabische Organisation für Menschenrechte, sondern die PCHR („Palestinian Center for Human rights“).